# Don't Expect Me to Be Your Friend
"Don't Expect Me to Be Your Friend" là một bài hát do Lobo thu âm và phát hành như một đĩa đơn năm 1972. "Don't Expect Me to Be Your Friend" đạt tới vị trí thứ 8 trong bảng xếp hạng Billboard Hot 100 và đứng đầu bảng xếp hạng Easy Listening trong 2 tuần của tháng 2 năm 1973. Đĩa đơn này là đĩa đơn thứ ba của Lobo đứng đầu bảng xếp hạng Easy Listening và đĩa đơn thứ hai liên tiếp của anh đều đứng đầu bảng xếp hạng.